# Gibson Grabber
Gibson Grabber je električna bas-gitara tvrtke Gibson Guitar Corporation, predstavljena 1973.g. zajedno s modelom Gibson Ripper.
Model Grabber se izvorno proizvodio tankog tijela izrađeno od javorovog drveta, koje je 1975. zamijenjeno johom. Vrat gitare bio je dug 876mm. Model je imao jedan podesivi elektromagnet, jedan potenciometar za glasnoću i jedan potenciometar za raspon tona.
Godine 1975. prodano je 2637 komada gitare, ponajviše zahvaljujući tome što ju je koristio basist grupe Kiss, Gene Simmons. Godine 1982. gitara se prestala proizvoditi. Bila je dostupna u boji crnog vina, ebanovine, prirodnoj boji, boji oraha i s bijelim finišom. 
Na modelu Grabber zasniva se i model bas gitare Gibson G3 koji se razlikuje po broju elektromagneta.
Godine 2009. tvrtke je proizvela limitirano reizdanje gitare od svega 350 modela, nazvano Grabber II Bass.